# Sur l'eau (nouvelle, 1876)
Pour les articles homonymes, voir Sur l'eau.
Sur l’eau est une nouvelle fantastique de Guy de Maupassant, parue en 1876.

## Historique
Sur l’eau est initialement publiée dans la revue Le Bulletin français du 10 mars 1876, sous le pseudonyme Guy de Valmont. La nouvelle avait pour titre initial En canot.  Sous le nouveau titre, elle est reprise dans le recueil de nouvelles La Maison Tellier.
Guy de Maupassant a écrit en 1888 un récit au même titre : Sur l'eau.

## Résumé
C'est le récit d'une singulière aventure arrivée à un canotier de la Seine en rentrant chez lui, après avoir dîné chez un ami. 
Il s'arrête pour fumer une pipe lorsqu'il tressaille à cause d'un étrange mouvement sous son voilier qui le fait chavirer comme au milieu d'une tempête.
Il décide de tirer son ancre et de s'en aller, mais quelque chose au fond de la rivière l'en empêche. Encore tout tremblant de froid, il attend l'arrivée de deux pêcheurs qui remuent son ancre chargée d'un poids considérable : au bord tombe le cadavre d'une vieille femme ayant une pierre au cou.

## Éditions
- Sur l’eau, Maupassant, contes et nouvelles, texte établi et annoté par Louis Forestier, Bibliothèque de la Pléiade, éditions Gallimard, 1974  (ISBN 978 2 07 010805 3).

Illustrée
- Sur l'eau, illustrations de Alfred Marie Le Petit, éd. Mornay, 1927